# Рысс, Евгений Самойлович
Евге́ний Само́йлович Рысс (8 (21) августа 1908, Харьков — 28 апреля 1973, Москва) — русский советский писатель и драматург, публицист, сценарист.

## Биография
Родился в Харькове в семье инженера Самуила Борисовича Рысса; племянник искусствоведа Софьи Либкнехт, писателя Ильи Березарка, математика Я. Н. Шпильрейна. Детство провёл в Ростове-на-Дону, школу второй ступени окончил в Ленинграде. В 1924 году (в 16 лет) поступил на Высшие государственные курсы искусствоведения при Государственном институте истории искусств. Окончил три курса. Затем много ездил по стране, работал в газетах Владикавказа, Баку, Бухары, Самарканда, Ташкента. Вернувшись в Ленинград, восстановился в институте, но доучиваться не стал, работал фельетонистом в «Красной вечерней газете», с начала 1930-х в Театре комсомольской сатиры. С середины 30-х писал также прозу.
Жил в Ленинграде. Сотрудничал с журналом «Звезда».
Во время Великой Отечественной войны Евгений Рысс работал корреспондентом ТАСС.
После войны поселился в Москве.
Умер 28 апреля 1973 года. Похоронен на Химкинском кладбище.

## Творчество
Впервые выступил в литературе в 1928 году, как драматург с комедией «Двадцать одна опасность» (совместно с Всеволодом Воеводиным).
Основная тема произведений Е. Рысса — о тружениках, смелых и честных людях, о деятельности следствия, прокуратуры, суда, защиты и характер их взаимодействия. Автор историко-приключенческих и детективных книг.

## Семья
- Жена — Елена Ивановна Отдельнова (1912—1988/1989), машинистка, ранее была замужем за поэтом Михаилом Светловым и режиссёром Георгием Васильевым[6]. Пасынок — её сын Александр Васильев, букинист.
  - Дочь — Наталья Евгеньевна Иорданская (в девичестве Рысс, 1937—2004). Троюродная сестра Виктора и Эрнеста Ивантеров. Родилась в Ленинграде, была эвакуирована в Москву во время войны, переехала в Карлсруэ в конце 1990-х годов, где жила до последних дней.
- Двоюродный брат — Симон Михайлович Рысс, гастроэнтеролог.
- Двоюродные братья отца — философ Соломон Яковлевич Рысс и журналист Пётр Яковлевич Рысс.

## Избранная библиография
- «Слепой гость» (1938) (совм. с Вс. Воеводиным)
- «Буря» (1946) (совм. с Вс. Воеводиным)
- «У городских ворот» (1945)
- «Девочка ищет отца» (1946) (экранизирована в 1959)
- «Воспитанник капитанов» (1951)
- «Остров Колдун» (экранизирована в 1964)
- «Шестеро вышли в путь»
- «Охотник за браконьерами» (экранизирована в 1975)
- «Пётр и Пётр»
- «Домик на болоте» (1959)
- «Петька-сыщик» (1960)
- «Приключения во дворе» (1965)
- «Записки следователя» (совм. с И. Бодуновым) (1966)
- «Обрывок газеты» (совм. с И. Бодуновым)
- «Украденная невеста» (маленький роман) (1968)
- «Таинственный художник»
- «Завод-воин» (1941) (очерк)
- «Фантастика и наука» (публицистика)

Ряд произведений писателя включался в альманахи (сборники) фантастической и приключенческой литературы для детей и юношества «Мир приключений» (1957,1962,1968) и журнале «Искатель».
Произведения Е. Рысса неоднократно переиздавалась, а также переводились в других странах.

## В кинематографе
По сценариями Евгения Рысса снят целый ряд фильмов, в том числе:
- Разбудите Леночку (1934)
- Леночка и виноград (1934)
- Приключения Корзинкиной (1934)
- Горячие денёчки (1935)
- Женитьба Яна Кнукке (в соавт.) (1935)
- Девочка ищет отца (1959)
- Сказ о Чапаеве (мультфильм)
- Дикие лебеди (Мультфильм по одноимённой сказке Ханса Христиана Андерсена) (1962)
- Остров Колдун (1964)
- Шестеро вышли в путь (1971), телеспектакль.
- Охотник за браконьерами (1975)

В 1941 году в качестве сценариста участвовал в выпуске «Боевого киносборника» № 2 (новелла «Сто за одного»).

## В театре
- «Двадцать одна опасность»
- «Девочка ищет отца»
- «Строгие товарищи» (пьеса)
- «Чудесный мальчик» (пьеса)